# 東山口駅
東山口駅（とうざんこうえき、中文表記: 东山口站、英文表記: Dongshankou Station）は、中華人民共和国広東省広州市越秀区中山路、農林下路、署前路、東華北路の交差点の地下にある広州地下鉄1号線および6号線の駅である。

## 利用可能な鉄道路線
広州地下鉄
■1号線
■6号線

## 駅構造
| 地下1階 | コンコース ■1号線          | 改札口、自動券売機、サービスセンター、駅商店、セキュリティ     |  |
|         | 連絡通路                   | 1号線と6号線を連絡                                             |  |
|         | コンコース ■6号線          | 改札口、自動券売機、サービスセンター、セキュリティ、文化芸術壁 |  |
|         | 市政通路                   | 東山口地下連絡通路（改札外）                                   |  |
| 地下2階 | 2番線                      | 1号線 烈士陵園へ（西塱方面）                                   |  |
|         | 島式ホーム、左側の扉が開く |                                                                |  |
|         | 1番線                      | 1号線 楊箕へ（広州東駅方面）                                   |  |
|         | 連絡通路                   | コンコースと6号線ホームを連絡                                  |  |
|         | 設備フロア                 | 駅設備                                                         |  |
| 地下3階 | 連絡通路                   | コンコースと6号線ホームを連絡                                  |  |
|         | 設備フロア                 | 駅設備                                                         |  |
| 地下4階 | 4番線                      | 6号線 東湖へ（潯峰崗方面）                                     |  |
|         | 島式ホーム、左側の扉が開く |                                                                |  |
|         |                            | 両方面ホームを連絡                                             |  |
|         | 島式ホーム、左側の扉が開く |                                                                |  |
|         | 3番線                      | 6号線 区荘へ（香雪方面）                                       |  |

## 沿革
- 1999年6月28日 - 1号線の駅として開業[1]。
- 2013年12月28日 - 6号線が開業[2]。

## 隣の駅
広州地下鉄
■1号線
烈士陵園駅 111 - 東山口駅 112 - 楊箕駅 113
■6号線
東湖駅 613 - 東山口駅 614 - 区荘駅 615